# Tredjedelsregeln
| Tredjedelsregeln |
| --- |
| Fotografiet demonstrerar principerna bakom tredjedelsregeln. - Betydelse – tumregel för att komponera bilder - Funktion – uppdelning av en bild i tredjedelar - Effekt – där linjerna och hörnen mellan "tredjedelarna" markerar visuella tyngdpunkter |

Tredjedelsregeln är en tumregel för att komponera bilder enligt en uppdelning av bilden i nio delar (tre delar på höjden, tre på bredden). Regeln stipulerar att dessa linjer och linjernas skärningspunkter står för visuella "tyngdpunkter" där viktiga delar av kompositionen bör placeras. Målet med tekniken är att skapa mer spänning, energi och intresse i kompositionen, jämfört med att centrera och balansera det viktigaste till mitten av bilden.

## Användning
Tredjedelsregeln används genom att linjera ett objekt i bilden längs med dessa "stödlinjer" och dessas mötespunkter. Exempelvis kan horisonten linjeras med den övre eller undre tvärlinjen, och olika linjära delar av bilden kan sträcka sig genom flera av bildens nio olika sektioner. Huvudorsaken till att använda sig av denna regel är att undvika att placera huvudmotivet rätt i mitten, eller att hindra att en horisontlinje delar upp bilden i två exakt lika stora delar. Michael Ryan och Melissa Lenos, författare till boken An Introduction to Film Analysis: Technique and Meaning in Narrative Film, menar att användandet av tredjedelsregeln "föredras av filmare i sina försök att skapa balanserade enhetliga bilder" (sid 40).

En bild beskuren utan eller med tanke på tredjedelsregeln.

När man filmar eller fotograferar människor är det vanligt att linjera kroppen längs med en lodrät linje och en persons ögon utefter en horisontell linje. När ett rörligt objekt filmas, kan samma princip följas. Då placeras i regel den största delen av det extra utrymmet framför personen (i den riktning en person rör sig). När man fotograferar ett orörligt föremål som inte direkt riktar sig mot kameran, bör enligt samma princip det mesta av den extra "luften" finns framför objektet.

## Historia

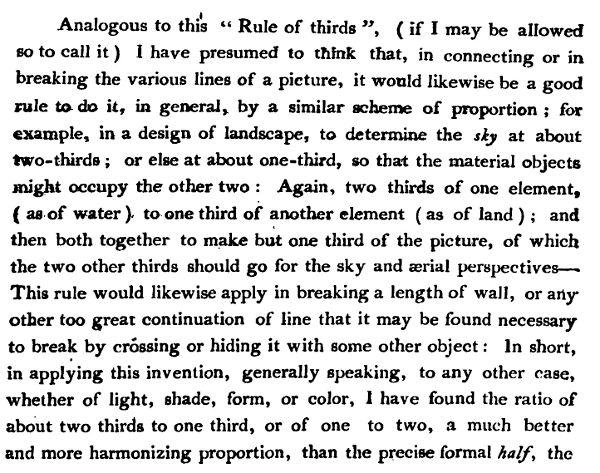
Utdrag ur John Thomas Smiths illustrerade bok från 1797, där han definierade tredjedelsregeln.

Tredjedelsregeln har sin bakgrund i konceptet om det gyllene snittet, som var känt av antikens greker. Denna förenklade version av det gyllene snittet användes även under renässansen, där man ville se denna tumregel som en grund för målningars fullkomliga harmoni.
Detta till trots skrevs tredjedelsregeln första gången ner 1797 av gravören John Thomas Smith. I sin bok Remarks on Rural Scenery citerar han ett verk från 1783 av Sir Joshua Reynolds, där Reynolds i mer allmänna termer diskuterar balansen mellan mörkt och ljust i en målning. John Thomas Smith fortsätter sedan resonemangen med en expansion av idén som han myntar som tredjedelsregeln (engelska: "Rule of thirds").